# Mendoncia garciae
Mendoncia garciae är en akantusväxtart som beskrevs av Emery Clarence Leonard. Mendoncia garciae ingår i släktet Mendoncia och familjen akantusväxter. Inga underarter finns listade i Catalogue of Life.